# Крило за въздушни превози
Крилото за въздушни превози (на английски: Heavvy Airlift Wing, HAW) е международно военно формирование, базирано във военновъздушната база Папа, Унгария.
То е официално открито на 27 юли 2009 г. като част от Програмата за стратегически въздушни способности (SAC) – многонационална програма, осигуряваща на участващите държави гарантиран достъп до стратегически военновъздушни способности за посрещане на нарастващите нужди от стратегически и тактически въздушни линии. Тя закупува и експлоатира 3 самолета „Боинг C-17 Globemaster III“, които летят под националната маркировка на Унгария.
Крилото се командва от полковник от Кралските норвежки военновъздушни сили и е в състав от до 155 военнослужещи от 12-те участващи държави: България, Естония, Литва, Нидерландия, Норвегия, Полша, Румъния, Словения, САЩ, Унгария, Швеция, Финландия. Страните от SAC изпращат своите военнослужещи да работят в Крилото за въздушни превози на временни или постоянни длъжности.
От първия ден държавите от SAC искат мисии, за да изпълнят задълженията си да наемат, разгръщат, преразпределят сили и оборудване в подкрепа на националните и на ООН, ЕС, НАТО задължения, обучение и хуманитарна помощ, включително на Международните сили за подпомагане на сигурността (2009 – 2014), Решителната мисия за подкрепа в Афганистан (2015), Операция „Единни защитници“ в Либия (2011), Мултидименсионалната интегрирана мисия за стабилизиране в Мали (2013), EUFOR RCA (2014 – 2015), Многостранната интегрирана мисия за стабилизиране на ООН в Централноафриканската република (2015).
Крилото също така извършва мисии за осигуряване на логистична подкрепа за разследването на катастрофата на Малайзийските авиолинии през 2014 г. Важни хуманитарни операции, подкрепени от крилото, са: подпомагане на земетресението в Хаити през 2010 г., облекчаване на наводненията в Пакистан през 2010 г. и подпомагане от урагана на остров Сент Маартен през 2017 г. Изпълнението на мисията бе успешно, безопасно и рентабилно. От 2009 г. насам HAW демонстрира какво може да бъде постигнато, когато ресурси и експертен опит се обединяват и споделят.
HAW е независима от командването на НАТО, Европейския съюз, Организацията на обединените нации. Ръководи се от Съвета за управление на SАС и се подпомага от Програмата на НАТО за стратегегически въздушен транспорт (NAMP), която осигурява по-голямата част от техническата, логистичната и тренировъчната поддръжка на флота на SАС от самолети C-17 от правителството на САЩ чрез програмите му за външно военно сътрудничество (FMS), включително поддръжка на „C-17“, договорени с Boeing.

## Ръководство на крилото
Ръководните длъжности в Heavy Airlift Wing се заемат от държавите членки с най-голям дял от часовете за полети в програмата на SAC – Съединените щати, Швеция, Нидерландия и Норвегия:
- полковник Бюрн Гохн-Хелум от Кралските норвежки военновъздушни сили е командващ на HAW;
- полковник Джеймс С. Спароу от военновъздушните сили на Съединените щати е заместник-командващ на крилото за въздушни превози;
- главен сержант Джери С. Глоувър от военновъздушните сили на Съединените щати е старши съветник на HAW.

## Подразделения в КВП
HAW се състои от команден персонал, ескадрила за командване и управление (C2S), ескадрила за въздушни превози (HAS) и ескадрила за логистична поддръжка (LSS).

### Команден състав
Командният състав на HAW се състои от администрация (HAW Admin), изпълнителен офицер, офицери зо протокол, връзки с обществеността, правист, безопасност на полетите, инспектор по качеството и инспектори за гарантиране на качество.

### Ескадрила за командване и управление
Ескадрила за командване и управление (C2S) е централно място за всички взаимодействия в рамките на HAW и между държавите от крилото и SAC по отношение на техните оперативни изисквания за въздушен транспорт.
Функцията на C2S е да получава оперативните изисквания за въздушен транспорт от страните и да ги превръща в изпълними мисии. C2S гарантира, че заявените мисии са изпълними политически и че желаният полезен товар е транспортируем по въздуха.
Тя също така определя приоритета на мисията и помага да се зададе необходимата дата за доставка. C2S работи в тясно сътрудничество с организацията за подпомагане на SAC, NAMP, въздушната база Папа и екипа на „Боинг“ в Папа, за да се увери, че цялата оперативна, административна и техническа поддръжка е там, за да се осъществи мисията за въздушен транспорт.
Служителите на C2S са разделени на 3 отдела: „Планиране и изпълнение на мисии“, „Дипломатическо уреждане“ и „Административна подкрепа“. C2S е особено многонационална, тъй като 7 от 12-те държави от ВАС (Нидерландия, Норвегия, Полша, Румъния, Словения, Унгария, Швеция) са представени в персонала на С2S.

### Ескадрила за въздушни превози
Ескадрилата за въздушни превози (HAS) е първата и единствена многонационална летателна оперативна ескадрила със „С-17“. Състои се от летателни екипажи на HAW и специализирани функции за разузнаване, тактика, обучение, стандартизация и оценка, военна охрана и управление на въздухоплаването.
Наследството на HAS се корени в обучението, политиките и стандартите на американската система за въздушна мобилност, която е в основата на операциите на военновъздушните сили на САЩ, основен потребител на C-17.
HAS също така адаптира най-добрите практики по „C-17“ в САЩ, Кралските канадски военновъздушни сили, Кралските австралийски военновъздушни сили и Кралските военновъздушни сили на Обединеното кралство.
Структурата, политиките и процедурите на ескадрилата са разработени така, че да действат в подкрепа на SAC нациите за стратегическа политика, които да включват бойни и хуманитарни въздушни превози, винаги когато и винаги където се нуждаят от тях.
Летателният екипаж има разнообразен опит на летене и работа с товарни самолети, бойни самолети и вертолети в своите национални въоръжени сили. Освен американския персонал никой от тях не е имал обучение по „C-17“, преди да се присъедини към HAW.
След провеждането на Cобучение по „C-17“ в САЩ и в Папа екипажите на самолети са способни да достигнат високо ниво на умения за използване на различните способности на самолета.
HAS е единствената „C-17“ ескадрила, осигурена по FMS, която е обучена и способна да изпълнява целия спектър от мисии на „C-17 “ – въздушно пускане на товари (включително тежко оборудване), доставка на контейнери и персонал. HAS също е квалифицирана за зареждане на гориво във въздуха.

### Ескадрила за логистична поддръжка
Ескадрилата за логистична поддръжка (LSS) отговаря за логистично обслужване на крилото. Състои се от секции за поддръжка, снабдяване, товарене и разтоварване на самолета и средстава за спасяване на екипажа и аварийно напускане на самолета.
Техниците на самолетите (Flying Crew Chiefs, FCC), специалисти в поддръжката на самолетите, пътуват със „C-17“ като част от екипажа, за да извършват поддръжка на места по маршрута. Управлението на превозните средства гарантира, че превозните средства на SAC са в най-добро състояние. LSS работи съвместно с компанията Boeing, за да се гарантира, че частите и поддържащата екипировка са на разположение на механиците на самолета, както в Папа, така и по маршрута. Средстава за спасяване на екипажа и аварийно напускане на самолета гарантират, че летателната екипировка се поддържа в безопасност. Групата за натоварване осигурява сигурно товарене и разтоварване на пътници и товари в Папа и гарантира спазването на разпоредбите за опасните товари на всички въздушни пристанища, откъдето SAC прибира товари.
В допълнение към всичко това LSS работи непрекъснато с въздушната база Папа и гражданските власти на Унгария по много въпроси за подкрепа, като горива, наземни превози, митнически и други услуги.